# جورج السادس ملك المملكة المتحدة
جورج السادس (George VI) (سندرينغهم 14 ديسمبر 1895 - 6 فبراير 1952). ملك بريطانيا العظمى وإيرلندا بالفترة بين 11 ديسمبر 1936 - 6 فبراير 1952، وآخر أباطرة الهند من 1936 - 1947. كان الابن الثاني لوالده الملك جورج الخامس كان لقبه الرسمي قبل التتويج هو الأمير ألبرت دوق يورك.
حل محل أخيه إدوارد الثامن على رأس التاج البريطاني في 11 ديسمبر 1936 عندما تخلّى الأخير ومن تلقاء نفسه عن العرش. شاركت بريطانيا أثناء حكمه في الحرب العالمية الثانية وخرجت منها منتصرة. اتخذ مع عائلته موقفاً شجاعاً عندما قرروا البقاء في لندن أثناء الغارات الجوية الألمانية واعتبر موقفه رمزاً للصمود البريطاني، وحظي الملك باحترام الشعب.
كان متزوجاً من إليزابيث بويه ليون (الملكة إليزابيث بعد جلوسه على العرش) ولديه منها ابنتان هما الأميرة إليزابيث (الملكة إليزابيث الثانية ولية عهده ووريثته على العرش) والأميرة مارجريت.
توفي في 6 فبراير 1952 بسبب سرطان الرئة وحلت محله على العرش ابنته الأميرة إليزابيث (الملكة إليزابيث الثانية بعد ذلك). كان مصابا بسرطان الرئة وتم استئصال رئته اليسرى. وفي 13 يناير 1952 خالف نصيحة الأطباء وخرج لتوديع ابنته في المطار وفي صباح 6 فبراير وجد الملك ميتا في سريره عن عمر يناهز 56 عاما، وكان سبب الوفاة خثار في الأوعية الأكليلية.

## حياته

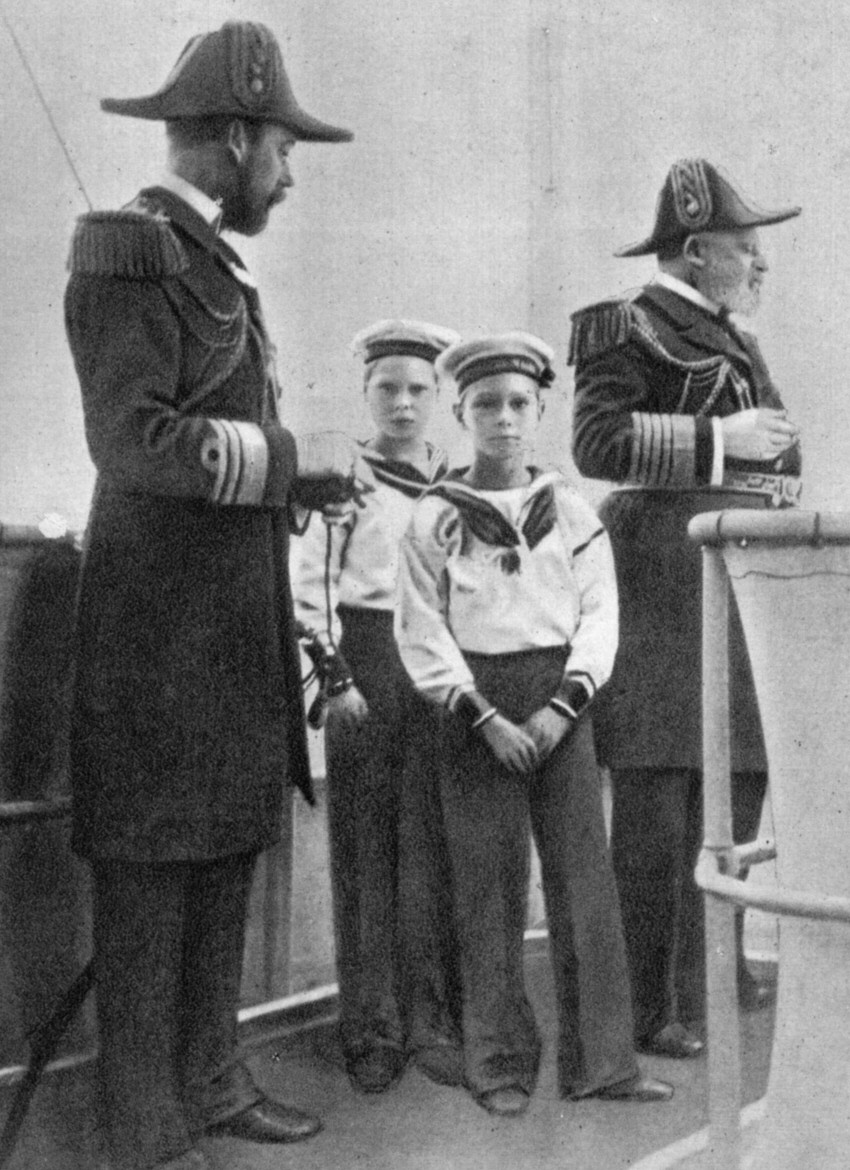
أربعة ملوك: إدوارد السابع (أقصى اليمين) وابنه جورج أمير ويلز (أقصى اليسار)، وإدوارد (في الخلف) وألبرت (في المقدمة).

وُلِد جورج السادس في كوخ يورك في ساندرينجهام نورفولك، وذلك أثناء حكم أم جدته الملكة فيكتوريا. والده هو دوق يورك الأمير جورج والذي أصبح لاحقًا الملك جورج الخامس، والدته هي دوقة يورك، وأصبحت لاحقًا الملكة ماري.
يوافق عيد ميلاده (14 ديسمبر 1895) ذكرى وفاة جده الأكبر الأمير ألبرت، لا يُعرف كيف تلقت الملكة فكتوريا زوجة هذا الأخير خبر ميلاد جورج السادس، أرسل أمير ويلز إلى دوق يورك رسالة يقول فيها أن الملكة حزينة، بعد يومين أرسل رسالة أخرى مفادها: «أعتقد أنك ستواسيها إذا اقترحت بنفسك اسم ألبرت لها.» أُعجبت الملكة بهذا الاقتراح، وأرسلت رسالة لدوقة يورك تقول فيها: «أتشوق على أحر من الجمر لرؤية المولود الجديد، وُلِد في يوم حزين لكنه عزيز بالنسبة لي، خصوصًا أنه سيسمى بذاك الاسم العزيز على قلبي الذي يضرب به المثل للمجد والخير.» عُمِّد باسم «ألبرت فريدريك آرثر جورج» في كنيسة مريم المجدلية في ساندرينجهام. وكَونه ابن حفيد الملكة فكتوريا فقد عُرِف منذ ولادته رسميًا بلقب «صاحب السمو الأمير ألبرت دوق يورك»، وعُرِف ضمن العائلة بصفة غير رسمية باسم «بيرتي».
كان ألبرت الرابع في ترتيب ولاية العرش منذ ولادته، بعد جده وأبيه وأخيه الأكبر إدوارد. أصدرت الملكة فكتوريا في 1898 براءة تمليك حيث منحت أبناء الابن الأكبر لأمير ويلز لقب السمو الملكي، أصبح ألبرت في عمر الثانية «صاحب السمو الملكي ألبرت دوق يورك».
عانى من اعتلال الصحة ووُصِف على أنه «يخاف بسهولة وميَّال للبكاء». أُبعد الوالدان عن تربية أبنائهما وفق ما كان معتادًا لدى العائلات الأرستقراطية في تلك الفترة. عانى ألبرت من تأتأة دامت عنده لسنوات كما أُجبِر على الكتابة بيده اليمنى بالرغم من كونه أعسرًا، وعانى أيضًا من مشاكل مزمنة في المعدة بالإضافة إلى رُكَب روحاء، ما جعله يرتدي جبائر تصحيحة مؤلمة.
توفيت الملكة فكتوريا بتاريخ 22 يناير 1901، فخلفها أمير ويلز ليصبح بذلك الملك إدوارد السابع، انتقل ألبرت إلى المرتبة الثالثة في ترتيب ولاية العرش بعد والده وأخيه الأكبر.

## مهنته العسكرية وتعليمه
تعلّم ألبرت في كلية نافال الملكية في أوزبورن، وسنة 1911 كان الأخير في صفه في الامتحانات النهائية، لكنه استمر بالرغم من هذا ودرس في كلية نافال الملكية في دارتموث. أصبح والد ألبرت الملك جورج الخامس بعد وفاة والده إدوارد السابع سنة 1910، فأصبح أخوه الأمير إدوارد أمير ويلز، مما جعل ألبرت الثاني في ترتيب ولاية العرش.
قضى ألبرت أول ستة أشهر من سنة 1913 في السفينة التدريبية HMS كمبرلاند في الهند الغربية والساحل الشرقي لكندا، وقُيِّم ضابطًا بحريًا وهو على متن سفينة HMS كولينجوود بتاريخ 15 سبتمبر 1913، كما أمضى ثلاثة أشهر في البحر الأبيض المتوسط، أعطاه رفقاؤه من الضباط لقب «السيد جونسون». بدأ خدمته في الحرب العالمية الأولى بعد سنة واحدة من تفويضه، ذُكر في البرقيات لشجاعته وأفعاله كمراقب برج على متن سفينة كولينجوود في معركة يولند (31 ماي - 1 يونيو 1916) التي كانت أكبر معركة بحرية، لم يواصل ألبرت القتال في معارك أخرى بسبب اعتلال صحّي سببته قرحة هضمية وخضع لعلاجها لعملية في نوفمبر 1917. في فبراير 1918 عُيِّن ضابطًا مسؤولاً عن الشبان في منشأة الخدمة البحرية الجوية الملكية للتدريب في كرانويل. ثم نُقل من البحرية الملكية إلى سلاح الجو الملكي بعد شهرين من تأسيسه، وعُين الضابط القائد رقم أربعة لسرب الطائرات وبقي هناك حتى أغسطس 1918، وكان الفرد الوحيد من العائلة الذي يُصَدق على أنه طائر مؤهل بالكامل. خدم أثناء الأسابيع الأخيرة من الحرب في مقر السلاح الجوي المستقل في مدينة نانسي بفرنسا، وحارب في البر بعد انحلال السلاح الجوي المستقل لشهرين كضابط أركان في السلاح الجوي الملكي حتى رجع إلى بريطانيا.
في أكتوبر 1919، ذهب ألبرت إلى كلية الثالوث ودرس هناك التاريخ والاقتصاد والتربية المدنية لمدة سنة، وفي 4 يونيو 1920 أصبح دوق يورك وإيرل إنفرنيس، فبدأ يعمل على الكثير من المهام الملكية فقد مثَّل والده وزار المصانع ومناجم الفحم وساحات السكك الحديدية، واكتسب خلال هذه المقابلات لقب «أمير الصناعة». سببت له إصابته بالتأتأة حرجًا وخجلا مما جعله يظهر بمظهر أقل تأثيرًا من أخيه الأكبر إدوارد، لكنه كان نشطًا جسديًا ولعب التنس في بطولة ويمبلدون في ثنائي الرجال في 1926، وأقام سلسلة مخيمات صيفية سنوية للأولاد بين سنتي 1921 و1939 جمعت أطفالا من مختلف الطبقات الاجتماعية.

## الزواج

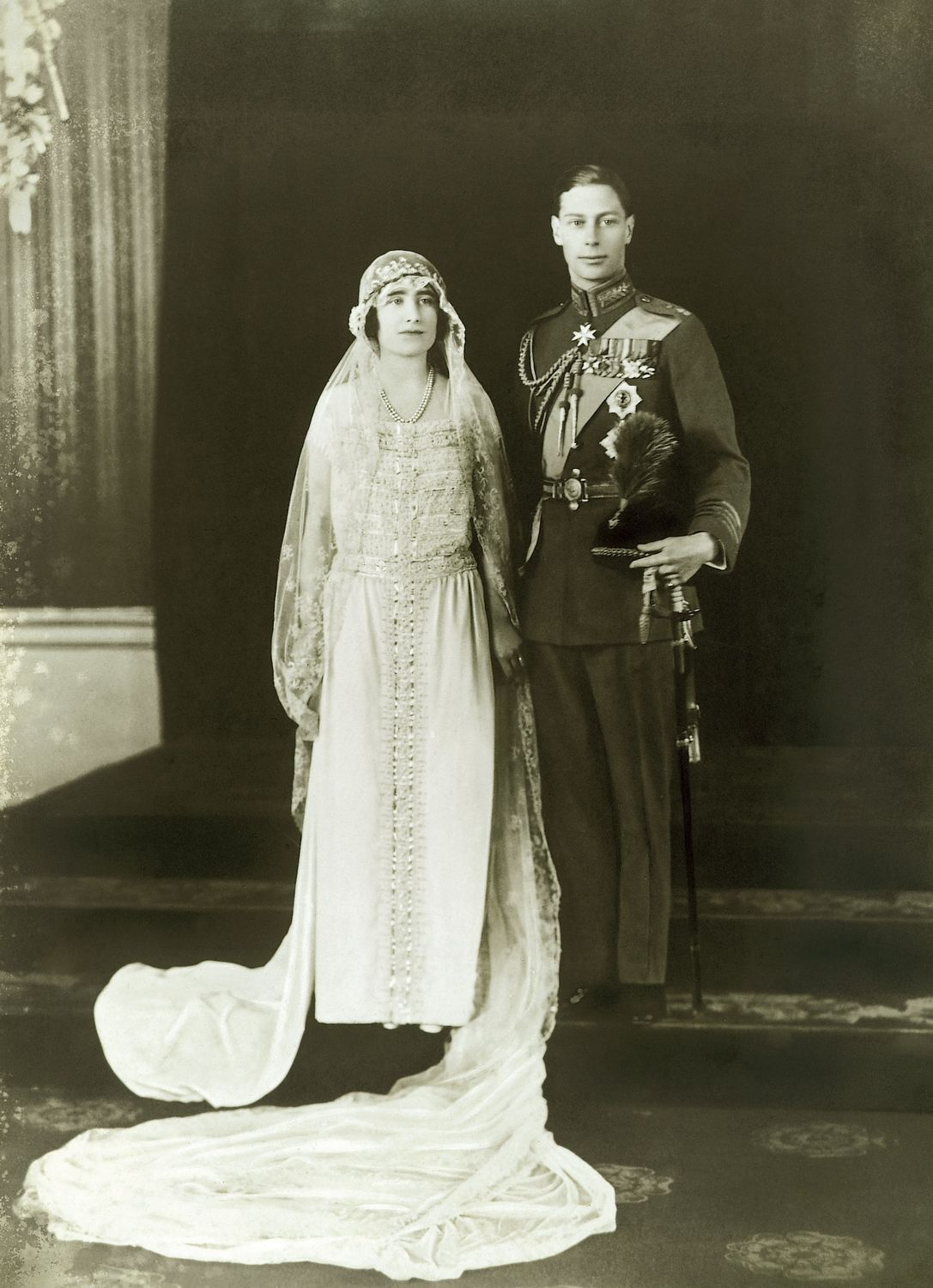
حفل زفاف جورج السادس وإليزابيث بوز ليون

كانت لألبرت حرية كبيرة في اختيار شريكة حياته، على عكس المعتاد في تلك الفترة حيث كان على أفراد العائلة الملكية الزواج من أقربائهم من العائلة الملكية، التقى ألبرت في سنة 1920 إليزابيث باوز ليون للمرة الأولى منذ الطفولة وأصبح مصممًا على الزواج منها. وقد رفضت طلبه للزواج مرتين في 1921 و1922 حيث كانت مترددة في أن تصبح عضوًا من العائلة الملكية، ثم وافقت للزواج منه بعد خطوبة طويلة.
تزوجا بتاريخ 26 أبريل 1923 في دير وستمنستر، واعتُبِر زواج ألبرت من شخص ليس من العائلة الملكية لفتة تجديدية. رغبت شركة البث البريطانية تسجيل وعرض هذا الحدث في الراديو لكن راهب الدير عارض هذه الفكرة (مع أن العميد كان موافقًا.) لُقبت إليزابيث باور بـ«سموها الملكي دوقة يورك» بعد الزواج.
من ديسمبر 1924 حتى أبريل 1925 جال الدوق والدوقة كينيا وأوغندا والسودان عبر قناة السويس وعدن، ودخلا أثناء الرحلة في لعبة صيد كبيرة.
كان ألبرت يخاف من إلقاء الخطب علانية، بعد خطابه الختامي في معرض الإمبراطورية البريطانية والذي كان كارثة بالنسبة له ولمستمعيه، بدأ يتعالج عند ليونيل لوغ وهو أخصائي نطق أسترالي المولد، مارس لوغ وألبرت تمارين تنفس، ومارست معه الدوقة أيضًا هذه التمارين، فأصبح بعد ذلك يتكلم بتردد أقل. ومع تحسن نطقه أنشأ ألبرت مبنى برلمان جديد في كانبرا بأستراليا خلال الجولة الإمبراطورية سنة 1927. مرَّ ألبرت في رحلته البحرية إلى أستراليا وفيجي ونيوزيلندا عبر جامايكا حيث لعب هناك التنس في ثنائي مع رجل أسود، والذي كان شيئاً غير اعتيادي أظهر المساواة بين العرقين.
أنجب ألبرت وزوجته طفلين: إليزابيث (لقبتها العائلة باسم «ليليبيت») ومارجريت، عاشت العائلة بأمان في مسكنها بلندن، وكانت عائلة متماسكة. بعض الأشياء القليلة التي أقلقت العائلة قليلا هي عندما اقترح رئيس وزراء كندا ريتشارد بينيت أن يكون ألبرت حاكم عام لكندا، ورفض الملك جورج الخامس هذا الاقتراح بنصيحة من وزير الدولة لشؤون الحكم جيمس توماس.

## تردد الملك
كانت لجورج الخامس تحفظات شديدة حيال الأمير إدوارد، حيث كان يقول: «أدعو الرب أن لا يتزوج ابني الأكبر أبدًا وأن لا يحول شيء بين بيرتي وليليبيت والعرش.» توفي جورج الخامس بتاريخ 20 يناير 1936 ثم اعتلى إدوارد العرش باسم إدوارد الثامن. في وقفة الأمراء، تناوب ألبرت وإخوته الثلاثة على حراسة جثة والدهم الموجودة في نعش مغلق في ردهة قصر وستمنستر.

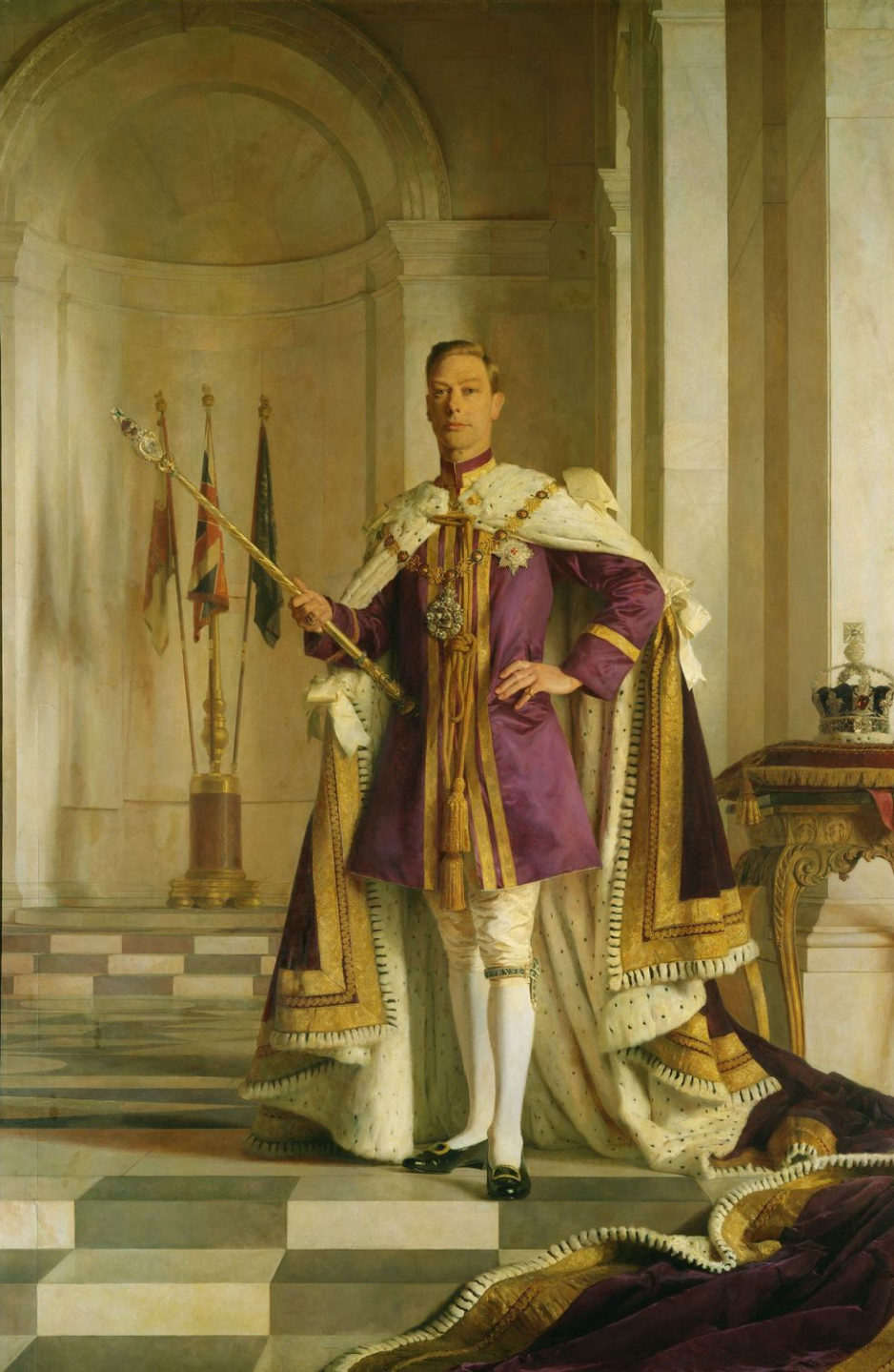
جورج السادس حاملا الصولجان ذو الصليب.

كان ألبرت هو الوريث المفترض بما أن أخاه إدوارد كان غير متزوج ولا يملك أطفالا، وبعد أقل من سنة في 11 ديسمبر 1936 تنازل إدوارد الثامن عن الحكم للزواج من عشيقته واليس سمبسون التي كانت مطلقة من زوجها الأول وفي خضم الطلاق من الثاني، أخبر ستانلي بلدوين إدوارد أنه لا يستطيع أن يتولى الملك إن تزوج امرأة مطلقة من رجلين حيين، لكن إدوارد قرر التنازل عن الحكم عوض إلغاء زواجه، مما أجبر ألبرت على قبول منصب الملك. سافر إدوارد إلى لندن في اليوم الذي سبق تنازله عن الحكم لرؤية أمه، وكتب في مذكراته: «عندما أخبرتها ما حصل انهرت وبدأت أبكي كطفل.»
يوم التنازل، قام البرلمان الأيرلندي للدولة الأيرلندية الحرة بحذف جميع الإشارات الصريحة للملك من الدستور الأيرلندي، ثم أقرت في اليوم الموالي قانون العلاقات الخارجية الذي قيّد من قدرة الملك (بناء على نصيحة الحكومة) على اختيار ممثل لأيرلندا ومن أن يتدخل في الشؤون الخارجية، هذا جعل من من أيرلندا جمهورية دون نزع علاقاتها مع الكومنولث.
ادعى الصحفي درموت موراه أنه كانت هنالك افتراضات حول وجود رغبة في تجاوز ألبرت وأخيه هنري دوق جلوستر لصالح أخيهم الأصغر جورج دوق كينت، ويبدو أن هذا الافتراض كان على أساس أن الأمير جورج كان الأخ الوحيد الذي كان له ابن آنذاك.

## بدايات الحكم

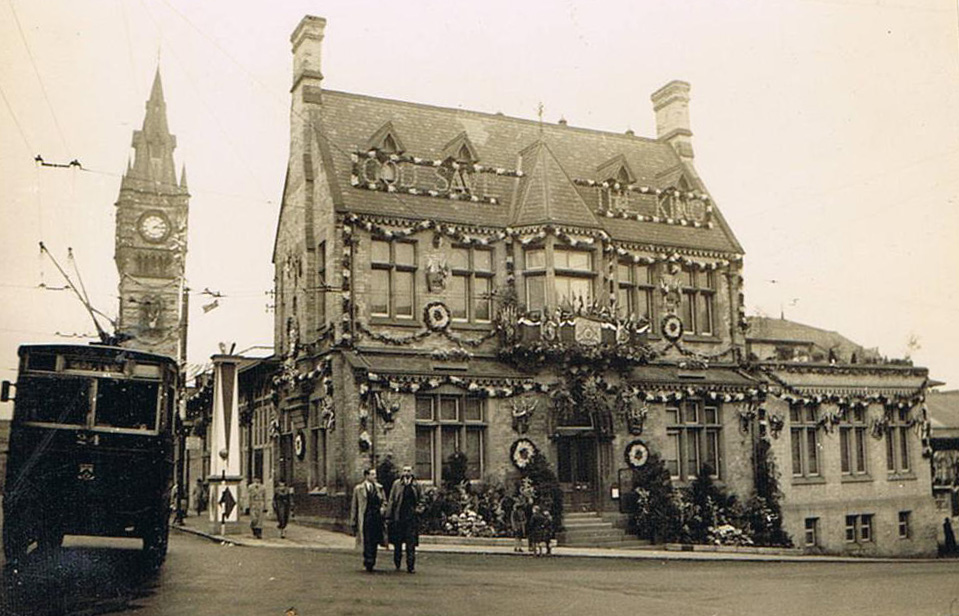
دار بلدية دارلينغتون مزينًا بمناسبة التتويج، سنة 1937.

حصل ألبرت على اسم الحكم «جورج السادس» للتأكيد على الاستمرارية مع والده جورج السادس وكذلك لإرجاع الثقة في الملكية. أحاطت بدايات حكمه تساؤلات حول سابقه في الحكم، أخيه، الذي كانت ألقابه ودوره غير معروفين، فقد تم تقديمه على أنه «صاحب السمو الملكي الأمير إدوارد» عند إذاعة التنازل عن الحكم، لكن جورج السادس رأى أن إدوارد قد فقد الحق في امتلاك أي ألقاب ملكية بعد تخليه عن الحكم، بما في ذلك لقب «السمو الملكي». ولحل المشكلة فإن أول ما قام به كملك هو منح أخيه لقب «دوق وندسور» مع التكنية «السمو الملكي» لكن براءة التمليك منعت أي زوجة أو أبناء من الحصول على التكنية الملكية. أُجبر جورج على شراء بيت ساندرينجهام وقلعة بالمورال من أخيه إدوارد لأنهما كانتا ملكيات خاصة ولم يرثها بشكل مباشر. قلّد جورج السادس زوجته بعد ثلاث أيام من توليه الحكم برتبة فرسان الرباط.
توج جورج السادس في دير وستمنستر بتاريخ 12 ماير 1937 وهو التاريخ الذي كان من المفترض أن يتوج فيه أخوه إدوارد، وحضرت الملكة ماري الحفل مخالفة بذلك التقاليد لإظهار الدعم لابنها. لم تقم مراسم البلاط الملكي في دلهي كما حصل عند تتويج جورج الخامس حيث أن التكاليف كانت عائقًا بالنسبة للحكومة الهندية، بالإضافة إلى أن حركة الاستقلال الهندية كانت لتجعل مراسم الاحتفال بالملك احتفالات صامتة في أفضل تقدير، كما أن غياب بريطانيا الطويل لم يكن محبذًا في ظل الفترة الحرجة التي عُرفت قبل الحرب العالمية الثانية. غُقدت جولتان خارجيتان لفرنسا وأمريكا الشمالية وعدتا بمزايا إستراتيجية في حالة اندلعت الحرب.
عرفت بدايات حكم جورج السادس ارتفاعًا في احتمالية اندلاع الحرب، كان الملك ملزمًا بموجب الدستور على دعم تسويات رئيس الوزراء نيفيل تشامبرلين مع هتلر، دعا الملك والملكة عند استقبالهما تشامرلين عند عودته من مفاوضات معاهدة ميونيخ سنة 1938 ليظهر معهما في شرفة قصر بكنغهام، ظهور الملكية مع سياسي العام بهذا الشكل كان استثناءً غير عادي، لأن الظهور في الشرفة هو أمر مخصص للعائلة الملكية فقط. بالرغم من أن تشامبرلين كان مقبولا عند العامة إلا أن سياسته اتجاه هتلر لاقت بعض المعارضة من طرف مجلس العموم البريطاني، مما دفع المؤرخ جون غريغ إلى وصف ما قام به الملك «أكثر شيء غير دستوري قام به حاكم بريطاني في القرن الحاضر».
في الفترة ما بين ماي ويونيو 1939 زار الملك والملكة كلاً من كندا والولايات المتحدة، ورافقهما عند أوتاوا رئيس الوزراء الكندي آنذاك ويليام كينج، وذلك حتى يظهرا لأمريكا الشمالية بصفتهما ملك وملكة كندا. جورج السادس هو الحاكم الملكي الأول لكندا الذي يزور أمريكا الشمالية، إلا أنه زارها مسبقًا بصفة الأمير ألبرت ومرة أخرى بصفته دوق يورك. أمُل الحاكم العام لكندا جون بوشان وويليام كينج بأن تكون زيارة الملك أن تظهر أسس تشريع وستمنستر 1931 والذي أعطى السيادة الكاملة للدومينيون البريطاني. في 19 مايو قبل جورج السادس شخصيًا رسالة الاعتماد التي أرسلها دانيال جيم روبر السفير الأمريكي لكندا، فأعطى الملك الموافقة الملكية لتسع صكوك برلمانية وصدق على اتفاقيتين عالميتين بختم كندا العظيم. كتب غوستاف لانكتوت، وهو مؤرخ الجولة الرسمي، التالي: «تشريع وستمنستر بين الواقع كاملا»، وألقى الملك خطابًا أكد فيه على: «الاتحاد الحر والمتساوي لأمم الكومنويلث.»

## روابط خارجية
- جورج السادس ملك المملكة المتحدة على موقع الموسوعة البريطانية (الإنجليزية)
- جورج السادس ملك المملكة المتحدة على موقع مونزينجر (الألمانية)
- جورج السادس ملك المملكة المتحدة على موقع ميوزك برينز (الإنجليزية)
- جورج السادس ملك المملكة المتحدة على موقع إن إن دي بي (الإنجليزية)
- جورج السادس ملك المملكة المتحدة على موقع أول ميوزيك (الإنجليزية)
- جورج السادس ملك المملكة المتحدة على موقع ديسكوغز (الإنجليزية)
- جورج السادس ملك المملكة المتحدة على موقع بطولة ويمبلدون (الإنجليزية)
- جورج السادس ملك المملكة المتحدة على موقع أوليمبيديا (الإنجليزية)